# John Carmack
John Carmack, ameriški programer, * 20. avgust 1970, Roeland Park, Kansas.
Carmack je znan predvsem po programiranju grafičnih pogonov. Je soustanovitelj firme id Software, ki se je uveljavila s serijo iger Doom in Quake.